# 车陂街道
车陂街道，是中华人民共和国广东省广州市天河区下辖的一个乡镇级行政单位。

## 行政区划
车陂街道下辖以下地区：
东圃社区、西湖社区、天雅社区、龙口社区、西岸社区、沙美社区、东岸社区、美好社区、广氮社区、车陂北社区、旭景社区和假日园社区。